# Banque centrale de Cuba
La banque centrale de Cuba est la banque centrale de Cuba. Elle a été créée par décret le 28 mai 1997 afin de séparer les fonctions d'émission de la monnaie jusqu'alors exercées par la Banque nationale de Cuba.